# Proveedor de servicios

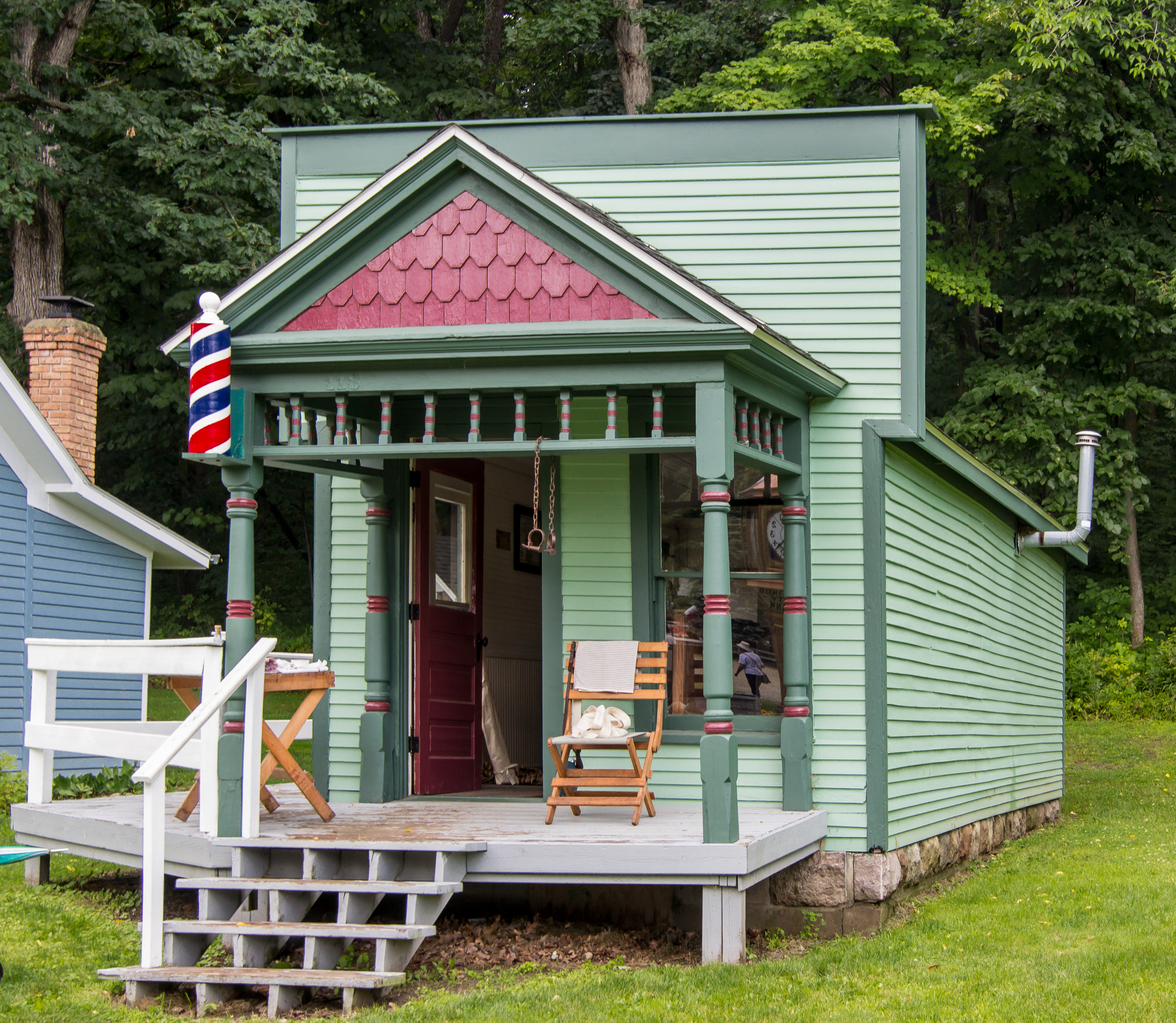
Tienda de Barberos

Un proveedor de servicios es una entidad que presta servicios a otras entidades. Por lo general, esto se refiere a un negocio que ofrece la suscripción o servicio web a otras empresas o particulares. Ejemplos de estos servicios incluyen: acceso a internet, operador de telefonía móvil, y alojamiento de aplicaciones web.

## Tipos proveedores de servicio
- Application service provider (ASP)
- Proveedor de servicios de Internet (ISP, en inglés)
- Managed Service Provider (MSP)
- Master Managed Service Provider (MMSP)
- Managed Internet Service Provider (MISP)
- Telecommunications Service Provider (TSP)